# Auctorem repetunt crimina quaeque suum
Auctorem repetunt crimina quaeque suum лат. (изговор: аукторем репетунт кримина квекве суум). Починиоца свога  злочин натраг зову.

## Изрека у српском језику
У српском језику се каже: Злочинац се враћа на мјесто злочина.

## Тумачење
Постоји неписано правило, разлог је у домену психологије злочина и није довољно јасан, да се злочинац у већини случајева враћа да обиђе мјесто на коме је злочин починио.

## Практична корист
Полицијске засједе на мјесту злочина често су успјешне у хапшењу злочинаца.